# カール・グスタフ戦争
カール・グスタフ戦争（デンマーク語:Karl Gustav-krigene）は、1657年から1660年に及ぶ、デンマークとスウェーデン間の戦争を指す。しばしばこの戦争は、スウェーデンを中心とした「北方戦争」の一戦役に数えられる。当時のスウェーデン王カール10世グスタフによって起こされたため、デンマークから命名された。

## 前史
デンマーク・スウェーデン間の戦争に至る経緯は、当時スウェーデンが王位継承問題を巡り、カール10世がポーランド・リトアニア共和国（俗に「ポーランド」と呼ばれる）にポーランド・スウェーデン戦争を仕掛けたことから始まっている。当時のポーランド・リトアニア連合、すなわちポーランドはウクライナ・コサックの首領ボフダン・フメリニツキーの大規模な反乱（フメリニツキーの乱）を契機として「大洪水時代」と呼ばれるモスクワ大公国（ロシア・ツァーリ国）を巻き込んだ大戦乱に陥っていた。スウェーデン王カール10世は、スウェーデン王位継承権を持つポーランド国王ヤン2世にスウェーデン王位を諦めさせさせプファルツ王朝によるスウェーデン王位を確固とするため、ポーランドの戦乱に介入した。
スウェーデン軍は緒戦はワルシャワの戦いなどで大勝し、ポーランド・リトアニア王国のうちのポーランド王国の最南部を除く大半を席巻し、リトアニア大公国の大貴族（マグナート）ともケダイネイ合同を結び共和国を分裂させ、プロイセン公兼ブランデンブルク選帝侯フリードリヒ・ヴィルヘルムにカール10世に忠誠を誓わせた。さらにブランデンブルク＝プロイセンやロシアを含めポーランド分割を企てたものの、スウェーデンの強大化を警戒した近隣諸国はスウェーデンとの共闘関係を打ち切り、ポーランド人はヤスナ・グラ修道院を中心にレジスタンスを行った。この蜂起に勇気付けられポーランドは反撃を開始し、スウェーデンとリトアニア大公国との合同を阻止する。
その後ウクライナでの内乱が静まったポーランドは、チェンストホヴァのヤスナ・グラの戦いでスウェーデン軍の進撃をくい止めた。元々スウェーデンに比べてはるかに人口の多かったポーランド・リトアニア連合は、共和国全土を挙げ、それ以降は防衛戦争として軍事的にも外交的にも全力で大反撃を開始した。共和国のいまだ強大であった底力を見せ付けられ、スウェーデン軍はそれ以後あっけない連敗を重ね、カール10世はスウェーデン軍がかろうじて勢力を維持していた最北部バルト海沿岸のポメラニア地方のうちの狭い地域にまで追い詰められ、孤立して非常に危険な状態に陥ることとなる。
フリードリヒ・ヴィルヘルムは再びポーランドに忠誠を誓い、ロシアもまたスウェーデンに宣戦布告した。スウェーデンの同盟国、トランシルヴァニア公ラーコーツィ・ジェルジ2世もポーランド軍に敗れ故国に戻された。北方戦争に対し中立的であったデンマークは、ポーランドにおけるスウェーデン軍の失敗を見逃さず、これをバルト海における覇権奪回と失地奪還の好機と捉え、オランダと結び、スウェーデンに宣戦布告した。
1658年、カール10世はポーランドに再侵攻を試みるも共和国の厚い守りに遮られ、ロシア・デンマーク（カール・グスタフ戦争）との交戦も本格化、戦況の暗転と共に1659年に最終的に撤退した。しかし共和国もこの戦争で国力を消耗し、スウェーデンの撤退後にロシアとの戦争が再開された。ポーランドは、カール10世のポーランド併合の野心を阻止したものの、ポーランド＝ヴァーサ家は最終的にスウェーデン王位請求権を放棄した。

## 第1次デンマーク戦争
カール・グスタフ戦争はこうして開始された。しかし予想に反してスウェーデン軍は迅速で、陸戦に関してスウェーデンは優位の状態であった。ただしスウェーデン海軍はデンマーク海軍の強固な護りに支えられ、首都への上陸は不可能であった。戦争初期、ドイツにおける反スウェーデンの立場を取った神聖ローマ帝国軍とブランデンブルク＝プロイセン軍は静観の立場であった。またデンマークの従属国であるシュレースヴィヒ＝ホルシュタイン公国もカール10世と婚姻関係にあることから、デンマークへの侵入を黙認した。
一方この年、スウェーデンの海外の植民地は大きな転機を迎えることとなった。スウェーデンの唯一とも言える入植地、ニュースウェーデンは敵対するオランダ軍の侵攻を受け陥落。これによって、スウェーデンの植民地は事実上喪失した。この頃、モスクワ大公国も属領フィンランドへ侵攻し、一時的ながらスウェーデン東部領土を占領することに成功した。
カール10世率いるスウェーデン軍は、対デンマーク戦でデンマーク領のユトランド半島を制圧した。開戦からわずか数か月のことである。デンマークの首都は、1654年以降ユトランド半島のオーデンセに置かれていたが、カール10世の侵攻を見たデンマーク王フレデリク3世は、対岸のシェラン島にあるコペンハーゲンに戻した。防衛するには余りにも脆弱すぎたからである。シェラン島であれば、スウェーデン軍の上陸は事実上不可能であると思われた。
しかし、1657年から翌年にかけて寒波がデンマークを襲った。シェラン島とユトランド半島は凍結し、デンマーク艦隊も氷に閉ざされた。カール10世はこれを好機と捉え、侵攻を断行した。これは後年「氷上侵攻」と呼ばれる戦術であった。これは大いなる賭けであったが、カール10世は躊躇わなかった。1658年1月30日、スウェーデン軍の第一陣が海峡を渡り切った。一部の人馬は割れた結氷に飲み込まれたものの作戦は成功を収め、2月5日に全軍が島々を経由してシェラン島上陸に成功した。そしてスウェーデン軍は首都コペンハーゲンを包囲した。デンマーク軍は戦意を喪失し、フレデリク3世は降伏した。この時カール10世は、デンマークをスウェーデンに併合しようとしたが、イングランドとフランスが説得に入り、カール10世はこの時は譲歩し、デンマークと和睦交渉に入る。
2月26日、デンマークとスウェーデンは、ロスキレ条約を結び和睦した。この条約でデンマークはスウェーデンに屈服し、ボーンホルム島とスコーネ地方、ノルウェーのトロンハイム地方を割譲した。これらの割譲により、デンマークの人口はスウェーデンの半分に減少することとなった。しかも肥沃な穀倉地帯であったスコーネの割譲は、デンマークにとって痛手となった。この結果、スウェーデンが北欧の超大国の座を占めることとなった。しかし北欧以外に目を向けると、スウェーデンの状勢は好転したとは言えなかった。新大陸の植民地を失い、スウェーデンは植民地戦争には敗れた。ポーランドでは戦闘は収まったが軍事的には敗北し、フィンランドやリヴォニアでは、ロシアの占領状態が継続していた。また、カール10世は国内における治政はまま成らず、北方戦争終結には程遠い状況であった。

## 第2次デンマーク戦争
カール10世はスウェーデンに帰国したものの、デンマークから不穏な情報がもたらされた。フレデリク3世がオランダと密議を交わし、スウェーデンと対決すると言う。デンマークの動きを不快視したカール10世は、この期に乗じてデンマーク征服を決意する。１６５８年１１月、オランダ艦隊が海峡に進出し、スウェーデン艦隊を撃破して制海権を確保したかに見えたが、司令官の重病や外交的配慮によって戦果は拡大されなかった。1658年暮れ、カール10世はロスキレ条約を一方的に破棄し、デンマークへと侵攻した。デンマーク側はこのことを全く予期しておらず、戦闘準備も為されていないまま翌1659年にコペンハーゲンを包囲された。しかしデンマークは徹底抗戦を厳命、フレデリク3世の元、全コペンハーゲン市民がスウェーデンに対し猛烈な抵抗を試みた。
ここでカール10世は1つの作戦ミスを犯した。戦闘準備が整っていないコペンハーゲンへの強襲作戦を退け、包囲戦を仕掛けたのである。これは結果的に失敗に終わり、デンマーク側の戦闘態勢を整えさせてしまう。スウェーデン軍は長期に渡る包囲網戦に疲弊して行った。しかもスウェーデン、デンマークとも著しい死者を出し、コペンハーゲンは陰惨な地獄と化した。この間にデンマークはオランダ、ハプスブルク家、ブランデンブルク選帝侯フリードリヒ・ヴィルヘルムとの同盟を締結させていた。
デンマークはひたすら同盟国の援軍を待ちわびた。そしてオランダはデ・ロイテル率いる艦隊をバルト海へ派遣し、スウェーデンに占領されていたフュン島奪回を支援したうえに、スウェーデンの海上交通路を遮断した。神聖ローマ帝国軍、ブランデンブルク軍はユトランド半島へ進駐した。1658年にスウェーデン領となったスコーネでも大反乱が勃発した。予期せぬ戦況にカール10世は驚愕し、スウェーデン軍の撤退を決意した。ポンメルン、ポーランドに進駐するスウェーデン軍も引き上げさせた。戦争はカール10世に思わぬ展開を招来し、戦況は暗転した。
カール10世はスコーネに撤退し、そこで戦陣を張った。戦争の継続を掲げたカール10世は、劣勢の打開を試み作戦を再考するためにであった。しかしカール10世は戦陣で熱病に冒されて急死した。戦争の中心人物が突如消えたことで和平の機運は高まった。こうしてカール10世の開始した北方戦争は、自身の死により完結した。それはスウェーデンの軍事国家の終焉でもあった。

## 終結
スウェーデン国内は北方戦争の戦費負担により経済が大きく疲弊していた。1660年、イングランド、オランダ、フランスがスウェーデンに対し和平を勧め、スウェーデンもそれに同意した。
和議は、まずカール・グスタフ戦争の当事者となったデンマークから行われ、4月23日にコペンハーゲン条約が締結された。デンマークはスコーネ以外の失地を取り戻し、スウェーデンはスコーネ地方、バルト海の支配権を確立した。
次いでポーランドとも5月27日にオリヴァ条約が結ばれ、ポーランドのスウェーデン王位継承権は永久に放棄され、プファルツ王朝のスウェーデン王位継承が認められた。代りにスウェーデンが占領していた貿易港はポーランドに返還された。ただ重要な貿易港リガを含めたリヴォニア（スウェーデン領リヴォニア）は正式にスウェーデン領となった。また、ハプスブルク家、ブランデンブルク＝プロイセンともこの条約で和解した。
翌1661年6月21日には、カディス条約でモスクワ大公国がフィンランド、バルト地方から撤退した。カール・グスタフ戦争の終結は、すなわち、北方戦争の終結であった。北方戦争においてスウェーデンは、バルト海世界に強いインパクトを与えたが、同時に財政も限界に達しており、結果的にスウェーデンは国力を消耗することとなった。
こうしてカール10世の企図したスウェーデン絶対主義体制は事実上完成の芽を見た。しかしスウェーデンは、1660年を境に緩やかな低調の時代へと転換して行く。

## 関連文献
- 武田龍夫 『物語 北欧の歴史』 中公新書、1993年。ISBN 4-12-101131-7
- 武田龍夫 『物語 スウェーデン史』新評論、2003年。ISBN 4-7948-0612-4
- 百瀬宏、熊野聰、村井誠人編 『北欧史』 山川出版社、1998年。ISBN 4-634-41510-0
- 入江幸二 『スウェーデン絶対王政研究』 知泉書館、2005年。ISBN 4-901654-62-4